# موتو جي بي موسم 2019
سباق الجائزة الكبرى للدراجات النارية موسم 2019 كان النسخة الـ 71 من بطولة العالم التي نظمها الاتحاد الدولي للدراجات النارية. تكون الموسم من 19 سباقاً.